# 携帯放射器
携帯放射器（けいたいほうしゃき）は、陸上自衛隊の普通科に配備されている火炎放射器である。

## 概要
点ではなく面の制圧に威力を発揮する装備で、基本的には第二次世界大戦中にアメリカ軍が用いており、戦後自衛隊創設時に供与されたM2火炎放射器の改良型である。
調達はすでに終了していたが、平成20年度予算から調達が再開され、20年度10セット、21年度16セットが調達された。

## 運用
原型となったアメリカ軍のM2火炎放射器に代表される軍事用携行火炎放射装置は、第二次世界大戦および朝鮮戦争・ベトナム戦争において戦闘兵器として使用されたが、ロケットランチャーを始めとする携行投射兵器が発展すると、有効射程と射手の安全性で劣る携行火炎放射器は次第に“戦闘兵器”としては用いられなくなり、障害物の焼却などに用いられる「工兵用機材」として装備されるものとなった。
陸上自衛隊でも携行火炎放射器は基本的には「施設科機材」として装備されており、雪害などの災害派遣の際には、雪を溶かすために使用されたこともあったほか、コレラ菌に汚染されたバナナが輸入された際に、その焼却処分に用いられたことがある。

### 製作
- 石油鑿井機製作株式会社

## 登場作品

### アニメ
『WXIII 機動警察パトレイバー』
陸上自衛隊が、廃棄物13号に対して使用する。

### 小説
『MM9』
3巻に登場。怪獣7号アブソーラスに対して使用される。
『ゲート 自衛隊 彼の地にて、斯く戦えり』
異世界の有害な生物に寄生された可能性のある主人公を、万一の際に処理するため、隔離先の自衛隊中央病院に配備されている。
本編終盤では門から来た未知の生物(虫に酷似)に対して化学科の隊員が使用するが闘争本能ゆえに火を纏った状態で化学科隊員に襲いかかる。
『バイター』
五十嵐貴久の小説。「携行型火炎放射器」の名称で登場。警視庁・自衛隊合同で結成された合同部隊「ブラッド・セブン」に配備され、バイターに対して使用する。
『滅びの笛』
小説・漫画版にて、陸上自衛隊が大量発生したネズミの群れに対して使用する。
『ルーントルーパーズ　自衛隊漂流戦記』
異世界へ飛ばされた自衛隊の装備として登場。第7巻にて、主要人物の板井一尉が率いてきた部隊が巨大蜘蛛「アラクネ」に対して使用する。元々は、元の世界で部隊が派遣される予定だったアフリカの紛争地域での生物・化学兵器対策として用意されていたものである。
安生正の小説作品
『生存者ゼロ』
陸上自衛隊が、北海道に出現した人喰いシロアリの大群に対して使用するが、シロアリの大群に送油パイプを噛み千切られ爆発炎上した。
『レッドリスト 絶滅進化論』
食性が人食へと進化したコウモリの大群に対して自衛隊が使用するが、数匹がタンク部分へと噛み付いて射手ごと爆発してしまう。
『ホワイトバグ 生存不能』
福岡県に上陸した「新生物」に対して自衛隊員が使用を試みたが、直前に送油パイプを食い破られたことで爆発炎上した。